# French River Provincial Park
French River Provincial Park är en park i Kanada.   Den ligger i provinsen Ontario, i den sydöstra delen av landet, 400 km väster om huvudstaden Ottawa. French River Provincial Park ligger 191 meter över havet.
Terrängen runt French River Provincial Park är platt. Trakten runt French River Provincial Park är nära nog obefolkad, med mindre än två invånare per kvadratkilometer.. Närmaste större samhälle är French River, 14,9 km norr om French River Provincial Park. 
I omgivningarna runt French River Provincial Park växer i huvudsak blandskog.